# Bambi-Verleihung 1995
Die 47. Bambi-Verleihung fand am 18. November 1995 in der Schalterhalle des Hauptbahnhofs in München statt.

## Die Verleihung
Die Verleihung fand 1995 erstmals in einem Bahnhof statt. Dies lud zu Wortspielen ein; sogar Hubert Burda meinte bei der Eröffnung der Veranstaltung: „Ein so großer Bahnhof ist uns noch nicht gelungen.“ Der emotionale Höhepunkt war die Rührung des Boxers Henry Maske über den Bambi, die er mit einer Liebeserklärung an seine Frau verband und mit Tränen in den Augen vortrug. Focus Online nahm dies in die Liste der „bewegendsten Bambi-Momente“ auf. Der Charitybambi ging an Franz Beckenbauer und seine Franz-Beckenbauer-Stiftung. Dietmar Hopp erhielt den Bambi in der Kategorie Wirtschaft als „Shooting Star am Aktienmarkt“.

## Preisträger
Aufbauend auf die Bambidatenbank.

### Charity
Franz Beckenbauer für die Franz-Beckenbauer-Stiftung

### Ehrenbambi
Will Quadflieg

### Film Deutsch
Wolfgang Petersen

### Klassik
Vanessa-Mae

### Kunst & Kultur
Christo und Jeanne-Claude für die Reichstagsverhüllung

### Leserwahl – Ärzteserien
Ulrich Reinthaller für Hallo, Onkel Doc!

### Lebenswerk
Vico Torriani, Caterina Valente und Helmut Zacharias

### Newcomer
Wigald Boning und Olli Dittrich als Die Doofen

### Pop
The Kelly Family

 Laudatio: Heino

### Sport
Henry Maske

### Fernsehmoderation
Bodo Hauser und Ulrich Kienzle für Frontal

### Wirtschaft
Dietmar Hopp